# Demonax lineolatus
Demonax lineolatus là một loài bọ cánh cứng trong họ Cerambycidae.